# Alcántara de Júcar
Alcántara de Júcar (oficialmente y en valenciano, Alcàntera de Xúquer) es un municipio de la Comunidad Valenciana, España. Perteneciente a la provincia de Valencia, en la comarca de la Ribera Alta.

## Geografía
Alcántara dista 48 km de la ciudad de Valencia y está situada en la margen derecha del río Júcar y río Sellent.
El término municipal limita: por el norte, con el de Gabarda; por el este, con el de Benegida; por el sur, con los de Játiva y Llosa de Ranes; y por el oeste, con el de Cárcer.
Su término es poco extenso y prácticamente llano.
Se accede a este pueblo desde Valencia, a través de la A-7 E-15.

### Localidades limítrofes
El término municipal de Alcántara de Júcar limita con las siguientes localidades:
Benegida, Cárcer, Cotes, Gabarda, Játiva y Llosa de Ranes todas ellas de la provincia de Valencia.

## Historia
De origen islámico (de hecho el topónimo Alcántara tiene su origen en el árabe "al qántara", que significa el puente, el acueducto e incluso el dique), probablemente fue incorporado por el rey Jaime I al recientemente creado Reino de Valencia en el año 1244, tras la conquista de Játiva. Sin embargo, la población musulmana se mantuvo, conservando su lengua, su religión y sus usos de costumbres, hasta su expulsión definitiva en el año 1609. Se les conocerá como mudéjares, y, tras su conversión forzosa al cristianismo en el año 1525, como moriscos. Alcántara perteneció tal vez durante cierto tiempo a la Corona, estando buena parte de los siglos XIV y XV en manos de distintos linajes (Ripoll, Maça de Liçana, Montagut,...) hasta que a finales del siglo XV fue adquirido junto con los vecinos lugares de Benegida y el Rafol por Joan Despuig. Tras pertenecer algún tiempo a Alons Sanoguera, a comienzos del siglo XVIII pasó a manos de los Sorell, condes de Albalat, que ostentaron la titularidad de la señoría hasta la disolución del régimen señorial, ya en el siglo XIX. En el año 1611, Cristóbal Despuig, a consecuencia de la expulsión de los moriscos, hubo de otorgar carta puebla a favor de nuevos vasallos. Este documento regulaba aspectos como la cantidad de tierra de que dispondría cada nuevo poblador, la obligación de los nuevos pobladores de residir para adquirir la propiedad útil de la tierra, los censos en dinero y los censos en especie de casi la totalidad de las cosechas o la supervisión y control generalizado de nombramiento y actuación de los cargos directivos locales.

## Demografía
Alcántara de Júcar cuenta con una población de 1425 habitantes (INE 2024).
| Gráfica de evolución demográfica de Alcántara de Júcar entre 1842 y 2021                                            |
| |
| Población de derecho según los censos de población del INE Población de hecho según los censos de población del INE |

## Economía
Actualmente la agricultura sigue siendo la actividad económica más importante, aunque seguida de cerca por el sector servicios; menor importancia tiene el sector industrial. Durante la segunda mitad del siglo XIX y, sobre todo, en el siglo XX la morera y el arroz han ido dejando paso, como cultivo predominante, al naranjo. Han desaparecido igualmente cultivos cerealícolas como el trigo y cebada y, prácticamente, otros cultivos como la vid, los olivos, los algarrobos y los almendros. También se cultivan hortalizas y legumbres.

## Administración y política
| Periodo   | Nombre                       | Partido   |
| --------- | ---------------------------- | --------- |
| 1979-1983 | José Montaner Sancho         | PSPV-PSOE |
| 1983-1987 | Agustín García Aliaga        | PSPV-PSOE |
| 1987-1991 | José Sanchis Martínez        | PSPV-PSOE |
| 1991-1995 | José Sanchis Martínez        | PSPV-PSOE |
| 1995-1999 | Antonio Such Botella         | PSPV-PSOE |
| 1999-2003 | Antonio Such Botella         | PSPV-PSOE |
| 2003-2007 | Antonio Such Botella         | PSPV-PSOE |
| 2007-2011 | Teresa Nieves Perucho Blasco | PSPV-PSOE |
| 2011-2015 | Teresa Nieves Perucho Blasco | PSPV-PSOE |
| 2015-2019 | Julio García Martínez        | PSPV-PSOE |
| 2019-2023 | Julio García Martínez        | PSPV-PSOE |

## Patrimonio
- Iglesia parroquial. En honor a la Purísima Concepción, construida en el siglo XVII.

## Lugares de interés
- El Pinar de Borja. Es un paraje con una amplia zona forestal, de gran atractivo natural.

## Fiestas locales
- Fiestas Patronales. Se celebran el primer fin de semana de septiembre en honor a la Purísima Concepción y Santísimo Cristo de los Afligidos.

## Gastronomía
El plato típico es el arroz al horno y la paella. Los dulces típicos son la "Mona de Pascua", "arnadí", "fogases" y "pasteles de boniato".